# Salvelinus confluentus
Salvelinus confluentus es una especie de pez de la familia Salmonidae en el orden de los Salmoniformes.

## Morfología
- Los machos pueden llegar alcanzar los 103 cm de longitud total y 14,5 kg de peso.[2][3][4]

## Hábitat
Vive en zonas de aguas  templadas (61°N-39ºN).

## Distribución geográfica
Se encuentra en Norteamérica: desde el sur del  Territorio de Yukón (Canadá) hasta las cabeceras del río Columbia (norte de Nevada, Estados Unidos) y el río McCloud (norte de California, Estados Unidos).